# Live at the Cellar Door
Live at the Cellar Door es un álbum en directo del músico canadiense Neil Young, publicado por la compañía discográfica Reprise Records en diciembre de 2013. El álbum recoge parte de los conciertos que el músico ofreció en el local Cellar Door de Washington D. C. entre el 30 de noviembre y el 2 de diciembre de 1970, cuatro meses después de la publicación del álbum After the Gold Rush (1970). El disco, el volumen 2.5 bajo el epígrafe Archive Performance Series, fue publicado en formato CD y en vinilo, así como en descarga digital.

## Recepción
Tras su lanzamiento, Live at the Cellar Door obtuvo una media ponderada de 84 sobre 100 en la web Metacritic, basada en catorce reseñas. Fred Thomas de Allmusic escribió: «La intimidad y la belleza cruda de Live at the Cellar Door lo hace no un simple deber para superseguidores, sino también una valiosa pieza de acompañamiento para cualquier producción temprana de estudio de Young». En American Songwriter, Matt Sullivan escribió: «Live at the Cellar Door suena como Neil Young con la cabeza hacia abajo tocando para un público excesivamente cortés... Pero las joyas reales aquí son las pistas recortadas de Everybody Knows This Is Nowhere». En su crónica para Consequence of Sound, Henry Hauser escribió: «Despojado de armonías vocales y de guitarras eléctricas, las canciones crudas y sin adornar parecen descuidadas y esmeradamente serias. La calidad del sonido es impecable en todos los temas, y la voz de Young nunca ha sonado tan emocionalmente cargada».
En su reseña para The Guardian, Maddy Costa destacó la «quietud y la intimidad de cada grabación en directo» y comentó: «Hay un momento en "Cinnamon Girl", ágilmente interpretada al piano, donde la voz de Young desaparece en una risita. También está al piano en "Expecting to Fly", con su voz elevándose, trémula, sobre acordes resueltos como el granito».

## Lista de canciones
Todas las canciones escritas y compuestas por Neil Young. 
| Cara A |                                  |          |  |
| N.º    | Título                           | Duración |  |
| 1.     | «Tell Me Why»                    | 2:52     |  |
| 2.     | «Only Love Can Break Your Heart» | 3:13     |  |
| 3.     | «After the Gold Rush»            | 3:48     |  |
| 4.     | «Expecting to Fly»               | 3:21     |  |
| 5.     | «Bad Fog of Loneliness»          | 2:00     |  |
| 6.     | «Old Man»                        | 3:41     |  |
| 7.     | «Birds»                          | 2:19     |  |

| Cara B |                                 |          |  |
| N.º    | Título                          | Duración |  |
| 1.     | «Don't Let It Bring You Down»   | 2:38     |  |
| 2.     | «See the Sky About to Rain»     | 3:21     |  |
| 3.     | «Cinnamon Girl»                 | 3:39     |  |
| 4.     | «I Am a Child»                  | 2:43     |  |
| 5.     | «Down by the River»             | 4:24     |  |
| 6.     | «Flying on the Ground Is Wrong» | 7:11     |  |

## Personal
Músicos
- Neil Young: voz, guitarra acústica y piano.

Equipo técnico
- Henry Lewy: grabación
- John Nowland: mezcla y conversión analógica-digital.
- Tim Mulligan: mezcla y masterización.

## Posición en listas
| País              | Lista                      | Posición |
| ----------------- | -------------------------- | -------- |
| Alemania          | Media Control Top-50 Chart | 45       |
| Austria           | Ö3 Austria Top 40          | 61       |
| Bélgica (Flandes) | Ultratop 200 Albums        | 156      |
| Bélgica (Valonia) | Ultratop 200 Albums        | 61       |
| Estados Unidos    | Billboard 200              | 28       |
| Francia           | SNEP Albums Chart          | 120      |
| Países Bajos      | Mega Album Top 100         | 35       |
| Reino Unido       | UK Albums Chart            | 57       |
| Suecia            | Swedish Albums Chart       | 38       |
| Suiza             | Hit Parade Albums Top 100  | 20       |